# Lorenz Meyer
Lorenz Friedrich Meyer (* 3. Januar 1948) ist ein Schweizer Jurist und ehemaliger Präsident des Bundesgerichts, des obersten Gerichts der Schweiz. Er ist Mitglied der Schweizerischen Volkspartei (SVP).

## Biografie
Meyer studierte Rechtswissenschaften an den Universitäten Bern und Paris. Nach Erteilung des Fürsprecherpatents 1974 war er als wissenschaftlicher Assistent an der Universität Bern tätig. 1976 wurde er Gerichtssekretär am Bundesgericht, ehe er 1981 Justizsekretär des Kantons Bern wurde. Von 1987 bis 2000 war Meyer Richter am Verwaltungsgericht des Kantons Bern, das er von 1995 bis 1998 auch präsidierte. Nachdem er bereits ab 1988 als nebenamtlicher Bundesrichter tätig gewesen war, wurde er am 21. Juni 2000 zum Bundesrichter gewählt.
Am 1. Dezember 2008 wurde Meyer mit allen 223 gültigen Stimmen von der Vereinigten Bundesversammlung als Nachfolger von Arthur Aeschlimann für die Amtsperiode 2009/2010 zum Präsidenten des Bundesgerichts gewählt. Am 15. Dezember 2010 wurde er als Präsident für die Jahre 2011/2012 bestätigt.
Meyer ist ledig.

## Quelle
- Lorenz Meyer auf der Website des Bundesgerichts